# Steven Aimable
Pour les articles homonymes, voir Aimable.
Steven Kilian Aimable, né le 7 février 1999 à Cayenne en Guyane, est un nageur franco-sénégalais concourant sous les couleurs du Sénégal dans les compétitions internationales. Il est le frère du nageur Karl-Wilson Aimable.

## Carrière
Steven Aimable obtient une qualification aux Jeux olympiques d'été de 2020 au nom de l'universalité des Jeux ; il est éliminé en séries du 100 mètres papillon.
Il obtient aux Championnats d'Afrique de natation 2022 à Tunis la médaille de bronze sur 4 × 100 mètres nage libre.
En 2024, il obtient la médaille de bronze sur 50 mètres dos aux Jeux africains à Accra ainsi qu'aux Championnats d'Afrique à Luanda.